# Distretto di Łęczna
Il distretto di Łęczna (in polacco powiat łęczyński) è un distretto polacco appartenente al voivodato di Lublino.

## Geografia antropica

### Suddivisioni amministrative
Il distretto comprende 6 comuni.
- Comuni urbano-rurali: Łęczna
- Comuni rurali: Cyców, Ludwin, Milejów, Puchaczów, Spiczyn